# Lomaptera exquisita
Lomaptera exquisita är en skalbaggsart som beskrevs av Paul Norbert Schürhoff 1935. Lomaptera exquisita ingår i släktet Lomaptera och familjen Cetoniidae. Inga underarter finns listade i Catalogue of Life.